# Pont-de-l'Arche
Pont-de-l'Arche je francouzská obec v departementu Eure v regionu Normandie. V roce 2010 zde žilo 4 117 obyvatel. Leží na levém břehu řeky Seiny. Je centrem kantonu Pont-de-l'Arche.

## Vývoj počtu obyvatel
Počet obyvatel 